# The Pros and Cons of Hitch Hiking (gira)
The Pros and Cons of Hitch Hiking fue la primera gira de conciertos en solitario de Roger Waters.
Las actuaciones incluían algunas canciones de su anterior banda, Pink Floyd y una performance de su primer álbum en solitario, The Pros and Cons of Hitch Hiking, de principio a fin.

## Set list de la gira
Una lista de temas típicos de la gira:
1984
Set uno
- "Set the Controls for the Heart of the Sun"
- "Money"
- "If"
- "Welcome to the Machine"
- "Have a Cigar"
- "Wish You Were Here"
- "Pigs on the Wing"
- "In the Flesh?"
- "Nobody Home"
- "Hey You"
- "The Gunner's Dream"

Set dos
- 4:30 AM (Apparently They Were Travelling Abroad)
- "4:33 AM (Running Shoes)"
- "4:37 AM (Arabs with Knives and West German Skies)"
- "4:39 AM (For the First Time Today, Part 2)"
- "4:41 AM (Sexual Revolution)"
- "4:47 AM (The Remains of Our Love)"
- "4:50 AM (Go Fishing)"
- "4:56 AM (For the First Time Today, Part 1)"
- "4:58 AM (Dunroamin, Duncarin, Dunlivin)"
- "5:01 AM (The Pros and Cons of Hitch Hiking, Part 10)"
- "5:06 AM (Every Stranger's Eyes)"
- "5:11 AM (The Moment of Clarity)"

Set tres
- "Brain Damage"
- "Eclipse"

1985
Set uno
- "Welcome to the Machine"
- "Set the Controls for the Heart of the Sun"
- "Money"
- "If"
- "Wish You Were Here"
- "Pigs on the Wing (part 1)"
- "Get Your Filthy Hands Off My Desert"
- "Southampton Dock"
- "The Gunner's Dream"
- "In the Flesh"
- "Nobody Home"
- "Have a Cigar"
- "Another Brick in the Wall Part 1"
- "The Happiest Days of Our Lives"
- "Another Brick in the Wall Part 2"

Set dos
- "4:30 AM (Apparently They Were Travelling Abroad)"
- "4:33 AM (Running Shoes)"
- "4:37 AM (Arabs with Knives and West German Skies)"
- "4:39 AM (For the First Time Today, Part 2)"
- "4:41 AM (Sexual Revolution)"
- "4:47 AM (The Remains of Our Love)"
- "4:50 AM (Go Fishing)"
- "4:56 AM (For the First Time Today, Part 1)"
- "4:58 AM (Dunroamin, Duncarin, Dunlivin)"
- "5:01 AM (The Pros and Cons of Hitch Hiking, Part 10)"
- "5:06 AM (Every Stranger's Eyes)"
- "5:11 AM (The Moment of Clarity)"

Set tres
- "Brain Damage"
- "Eclipse"

## Fechas de la gira
| Fecha               | Ciudad                      | País           | Lugar                              |
| ------------------- | --------------------------- | -------------- | ---------------------------------- |
| 16 de junio de 1984 | Estocolmo                   | Suecia         | Isstadion                          |
| 17 de junio de 1984 | Estocolmo                   | Suecia         | Isstadion                          |
| 19 de junio de 1984 | Róterdam                    | Países Bajos   | Ahoy Rotterdam                     |
| 21 de junio de 1984 | Londres                     | Inglaterra     | Earls Court                        |
| 22 de junio de 1984 | Londres                     | Inglaterra     | Earls Court                        |
| 26 de junio de 1984 | Birmingham                  | Inglaterra     | National Exhibition Centre         |
| 27 de junio de 1984 | Birmingham                  | Inglaterra     | National Exhibition Centre         |
| 3 de julio de 1984  | Zúrich                      | Suiza          | Hallenstadion                      |
| 6 de julio de 1984  | París                       | Francia        | Palais Omnisports de Paris-Bercy   |
| 17 de julio de 1984 | Hartford, Connecticut       | Estados Unidos | Hartford Civic Center              |
| 18 de julio de 1984 | Hartford, Connecticut       | Estados Unidos | Hartford Civic Center              |
| 20 de julio de 1984 | East Rutherford, New Jersey | Estados Unidos | Brendan Byrne Arena                |
| 21 de julio de 1984 | East Rutherford, New Jersey | Estados Unidos | Brendan Byrne Arena                |
| 22 de julio de 1984 | East Rutherford, New Jersey | Estados Unidos | Brendan Byrne Arena                |
| 24 de julio de 1984 | Filadelfia (Pensilvania)    | Estados Unidos | The Spectrum                       |
| 26 de julio de 1984 | Rosemont, Illinois          | Estados Unidos | Rosemont Horizon                   |
| 28 de julio de 1984 | Toronto, Ontario            | Canadá         | Maple Leaf Gardens                 |
| 29 de julio de 1984 | Toronto, Ontario            | Canadá         | Maple Leaf Gardens                 |
| 31 de julio de 1984 | Montreal, Quebec            | Canadá         | Montreal Forum                     |
| 19 de marzo de 1985 | Detroit, Míchigan           | Estados Unidos | Joe Louis Arena                    |
| 20 de marzo de 1985 | Richfield, Ohio             | Estados Unidos | Richfield Coliseum                 |
| 21 de marzo de 1985 | Buffalo, New York           | Estados Unidos | War Memorial Auditorium            |
| 23 de marzo de 1985 | Toronto, Ontario            | Canadá         | Maple Leaf Gardens                 |
| 26 de marzo de 1985 | New York City, New York     | Estados Unidos | Radio City Music Hall              |
| 27 de marzo de 1985 | New York City, New York     | Estados Unidos | Radio City Music Hall              |
| 28 de marzo de 1985 | New York City, New York     | Estados Unidos | Radio City Music Hall              |
| 29 de marzo de 1985 | Filadelfia (Pensilvania)    | Estados Unidos | The Spectrum                       |
| 30 de marzo de 1985 | Worcester, Massachusetts    | Estados Unidos | The Centrum                        |
| 3 de abril de 1985  | Oakland, California         | Estados Unidos | Oakland-Alameda County Coliseum    |
| 4 de abril de 1985  | Inglewood, California       | Estados Unidos | The Forum                          |
| 6 de abril de 1985  | Phoenix, Arizona            | Estados Unidos | Arizona Veterans Memorial Coliseum |
| 8 de abril de 1985  | Houston, Texas              | Estados Unidos | The Summit                         |
| 9 de abril de 1985  | Austin, Texas               | Estados Unidos | Frank Erwin Center                 |
| 11 de abril de 1985 | Atlanta, Georgia            | Estados Unidos | The Omni                           |
| 13 de abril de 1985 | Pembroke Pines, Florida     | Estados Unidos | Hollywood Sportatorium             |
| 14 de abril de 1985 | Lakeland, Florida           | Estados Unidos | Lakeland Civic Center              |

## Conciertos cancelados
| Fecha               | Ciudad    | País     | Lugar          |
| ------------------- | --------- | -------- | -------------- |
| 29 de junio de 1984 | Dortmund  | Alemania | Westfalenhalle |
| 1 de julio de 1984  | Fráncfort | Alemania | Festhalle      |

## Personal
- Roger Waters: Voz, Guitarra, Bajo;
- Eric Clapton: Guitarra (sólo 1984);
- Andy Fairweather-Low: Guitarra (sólo 1985);
- Michael Kamen: Teclados;
- Andy Newmark: Batería;
- Tim Renwick: Guitarra rítmica (sólo 1984);
- Chris Stainton: Órgano Hammond;
- Mel Collins: Saxofón;
- Jay Stapley: Guitarra rítmica (sólo 1985);
- Katie Kissoon: Coros;
- Doreen Chanter: Coros.